# 9253 Oberth
9253 Oberth è un asteroide della fascia principale. Scoperto nel 1971, presenta un'orbita caratterizzata da un semiasse maggiore pari a 2,3946996 UA e da un'eccentricità di 0,1829027, inclinata di 7,27492° rispetto all'eclittica.